# Autodafé

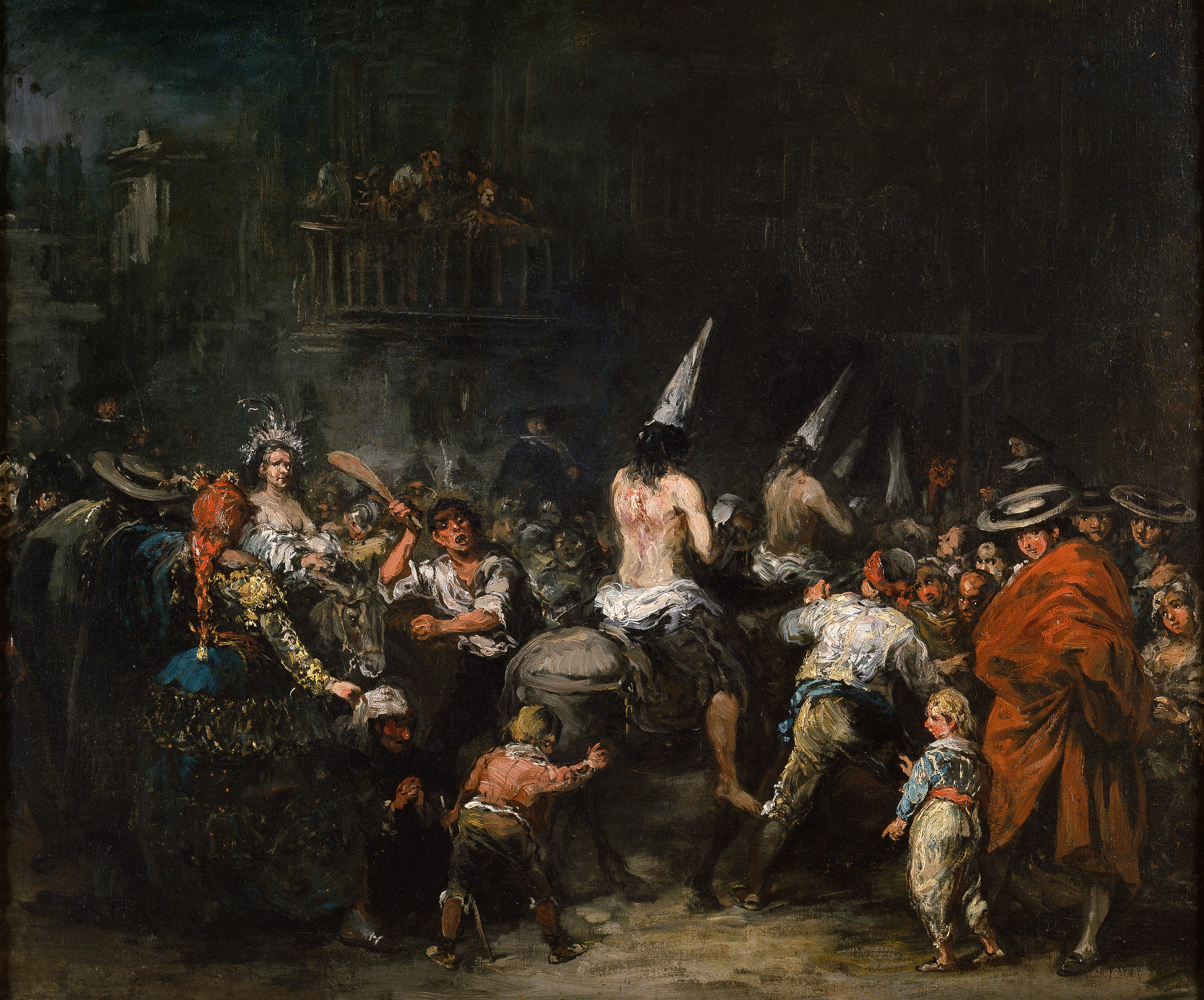
Condamnés par l'Inquisition, d'Eugenio Lucas Velázquez (1862), musée du Prado.

Un autodafé (mot  d'origine portugaise  « auto de fé » venant du latin « actus fidei », c'est-à-dire « acte de foi ») est une cérémonie de pénitence publique organisée par les tribunaux de l'Inquisition espagnole ou portugaise, durant laquelle celle-ci proclamait ses jugements.
Dans le langage populaire, ce terme est devenu synonyme d'une exécution publique par le feu de personnes jugées hérétiques. Ce glissement de sens est dû au fait que les condamnés relaps ou refusant de se rétracter étaient remis par l'Inquisition aux mains des autorités civiles, qui, parfois, les envoyaient au bûcher.
Avant même l'existence de l'Inquisition, les hérésies du XIe siècle en Occident ont donné lieu à plusieurs exécutions par le feu, comme lors de l’Hérésie d'Orléans en 1022 (dix à quatorze chanoines de la cathédrale d’Orléans sont brûlés dans une cabane sur décision du roi Robert II le Pieux après réunion d’un synode) ou peu après en 1028 à Monteforte dans le Piémont (bûcher à Milan).
À Blois, le 26 mai 1171, 32 membres de la communauté juive, hommes, femmes et enfants, accusés de crime rituel, furent condamnés à mort et brûlés vifs sur ordre du comte Thibaut V de Blois. Les condamnations au bûcher des cathares, de Jeanne d'Arc ou Giordano Bruno ont été prononcées en référence à une théologie romaine, mais Michel Servet a subi le même supplice en 1553 après une condamnation pour hérésie par le Petit Conseil, calviniste, de Genève. Le premier autodafé sous l'Inquisition espagnole a lieu à Séville en Espagne en 1481.
Par extension, « autodafé » désigne une destruction délibérée par le feu, en particulier de livres jugés dangereux. Ainsi, le concept d'autodafé est couramment utilisé pour caractériser la destruction publique de livres ou de manuscrits par le feu. Les plus anciennes mentions connues de ce type de pratiques se rencontrent en Chine au IIIe siècle av. J.-C., lorsque l'empereur Qin Shi Huang décide de liquider les écrits confucéens, ou plus tard, dans un contexte de guerre culturelle entre chrétiens et païens dans l'Empire romain.
Le mot auto da fé apparaît en France au XVIIIe siècle[réf. nécessaire].

## Origine
L'expulsion des Juifs d'Espagne en 1492 – dite année cruciale (« Año crucial») – par le décret de l'Alhambra des rois catholiques Isabelle de Castille et Ferdinand II d'Aragon convaincus par le grand Inquisiteur Torquemada, suivie par celle au Portugal où s'étaient exilés les expulsés, par le roi Manuel Ier en 1497, puis par l'expulsion des musulmans en 1502, en 1525, puis en 1609, obligent les juifs et les musulmans restés sur place à se convertir ou à mourir. Cette situation amène à ce que l'Inquisition persécute sévèrement tous ceux qui sont suspectés de ne pas suivre l'orthodoxie catholique en voulant « extirper tout élément hétérogène » de la société,.

## Organisation

### Cérémonial

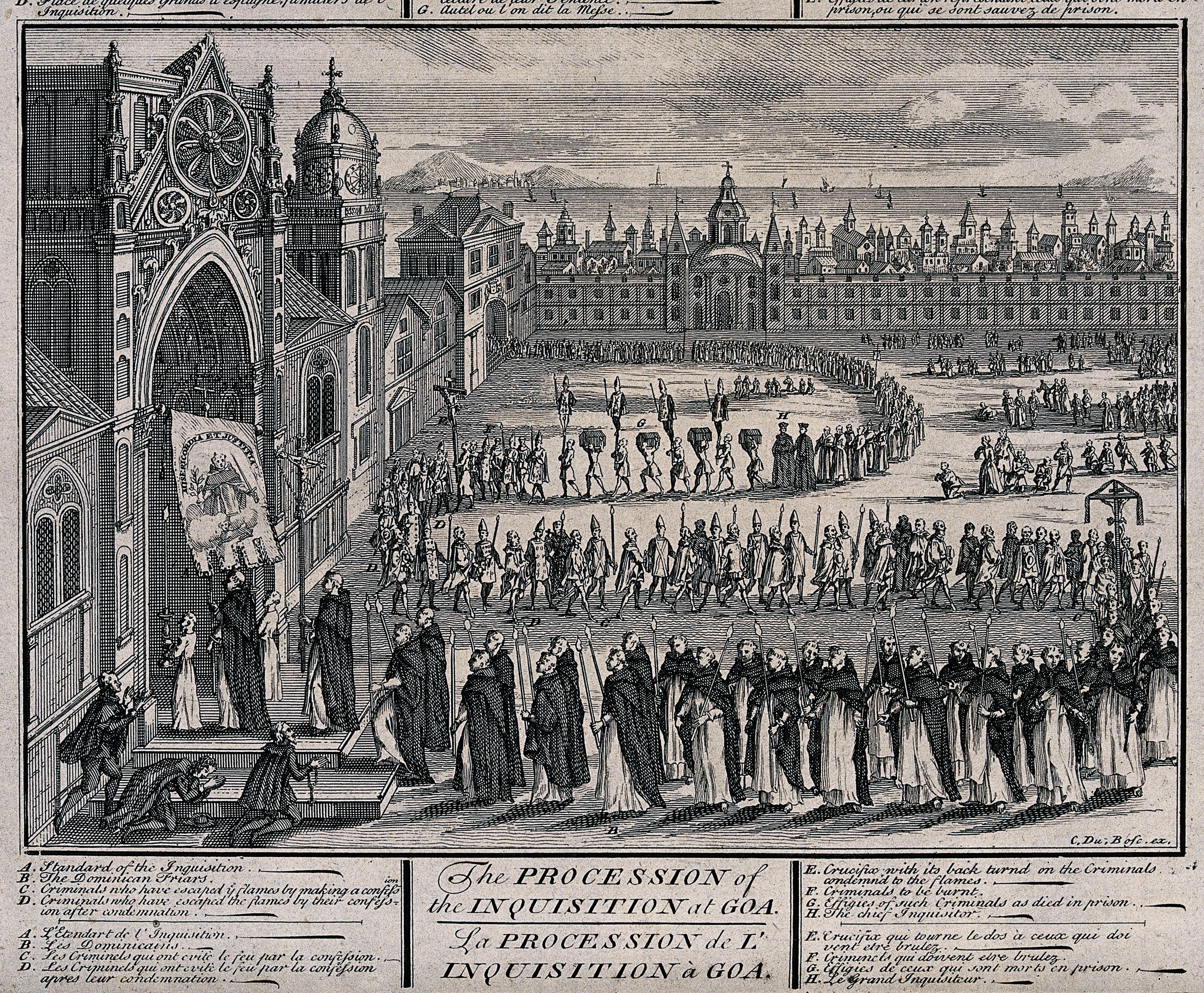
Procession de l'Inquisition portugaise à Goa avec les frères dominicains, le grand Inquisiteur, les soldats, « les criminels ayant évité le feu par la confession », et derrière la croix, les condamnés au bûcher et les petits cercueils des accusés et condamnés post mortem ou de ceux qui seront brûlés en effigie, 1783.

Sous l'Inquisition, la cérémonie d'auto da fé aussi appelée « sermo generalis », se déroulait en grande pompe et de façon de plus en plus élaborée le temps passant, afin qu'elle apparût spectaculaire aux centaines de spectateurs placés selon leur rang, et quelquefois, en présence de monarques ou autres seigneurs.

La cérémonie se composait d'une longue procession constituée des membres de l'Église et des pénitents, suivie d'une messe solennelle, d'un procès, d'un serment d'obéissance à l'Inquisition (réconciliation des pécheurs), d'un sermon et de la lecture des sentences. Cette séance solennelle de l'Inquisition procédait habituellement sur la grand place de la ville et pouvait mener jusqu'à l'église ou tribunal d'audience du lieu,,. 

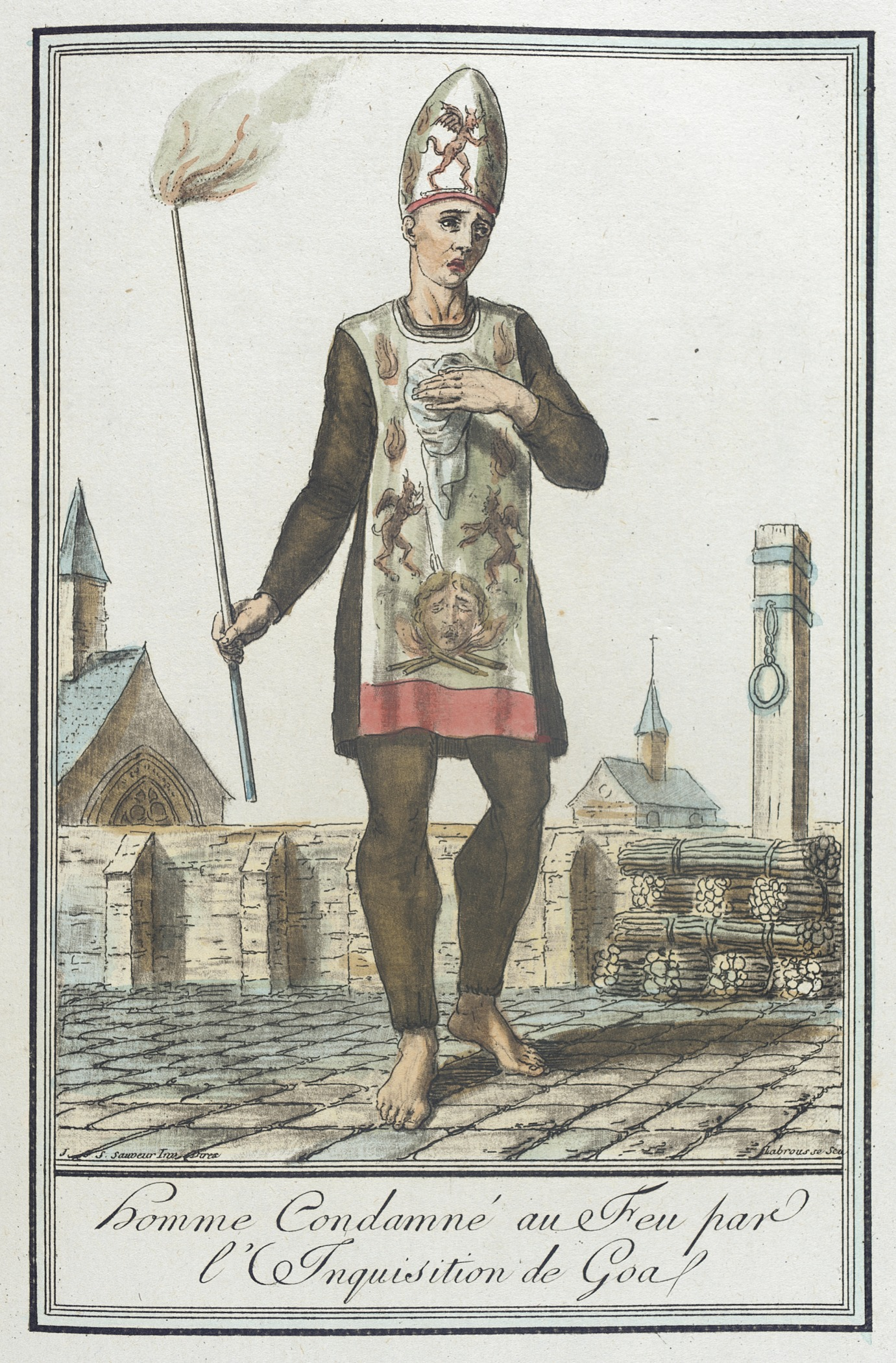
Tenue d'un condamné au feu par l'Inquisition de Goa, 1797.

#### Costume
Les personnes accusées d'hérésie (terme large) devaient faire la preuve de leur bonne foi (acte de foi, auto da fe), se confesser et faire pénitence. Pour ce faire, elles pouvaient arriver sur place nus pieds, le corps à moitié dénudé et portant un cierge allumé. Elles étaient revêtues d'un accoutrement humiliant avec des symboles de l'infamie, composé d'une sorte de chasuble ou poncho appelé sambenito aux couleurs différentes selon l'accusation, où figuraient une grande croix de saint-André ou des dessins symbolisant la liste de leurs crimes assortis de leurs noms, et arboraient sur la tête un haut chapeau pointu appelé coroza.

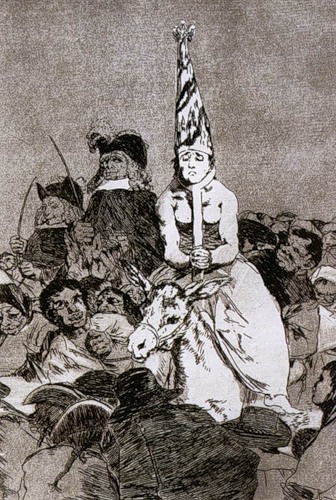
Port du coroza, No hubo remedio (« Il n'y avait pas de remède »), Goya, 1797-1798.

Pour que l'humiliation soit complète, le dessin de leurs sentences (flammes, démons) figurait sur la chasuble des condamnés au bûcher et une sorte d'attelle pouvait maintenir leur menton haut afin qu'ils affrontent le regard et les huées de la foule le long de leur parcours.

### Accusés ou victimes
Selon les différents tribunaux, les accusés sont le plus souvent d'anciens Juifs convertis plus ou moins de force (conversos), accusés de judaïser, pareillement d'anciens musulmans apostats, de protestants (calvinistes, luthériens), d'hérétiques du catholicisme, de mystiques (notamment illuministes alumbrados), de « sorcières » et « sorciers », de blasphémateurs (délit de paroles), de bigames, de fornicateurs (pour les relations hors-mariage), de zoophiles (délit dit de « bestialité »), de sodomites (dont homosexuels), de pédérastes, de personnes dénoncées pour motifs divers, etc.,.
Les accusés ou victimes déjà morts sous la torture ou déjà enterrés et dont l'Église veut récupérer les biens, sont déterrés ou leurs restes récupérés pour que se tiennent à eux aussi leur procès inquisitoire post mortem et leur condamnation, comme on peut le constater sur la gravure ci-dessus.
Toute personne peut être accusée et condamnée quel que soit son âge, enfant ou vieillard. Les archives montrent des condamnés de sept ans (une fillette) et d'autres avouant 102 printemps (un homme).

#### Attitude

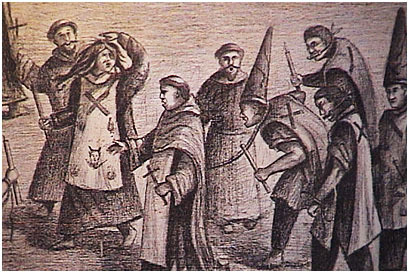
À Lima, condamnés encordés portant sambenito, coroza, cierge ; certains étant bâillonnés de fer.

Lors de leur procès, les accusés, femmes comme hommes, adoptent l'une des quatre attitudes suivantes face aux « crimes » qui leur sont reprochés :
- ils se confessent ;
- Ils se confessent puis nient ;
- ils nient puis se confessent ;
- ils nient[11].

Dans son étude sur les procès des auto da fe de l'Inquisition à Valence entre 1566 et 1700 — et aussi dans les tribunaux insulaires de Majorque, Sicile et Sardaigne —, l'historienne Anita Gonzalez-Raymond remarque que les femmes sont plus résistantes à la torture (la « question ») et nient plus fréquemment que les hommes.

### Pénologie

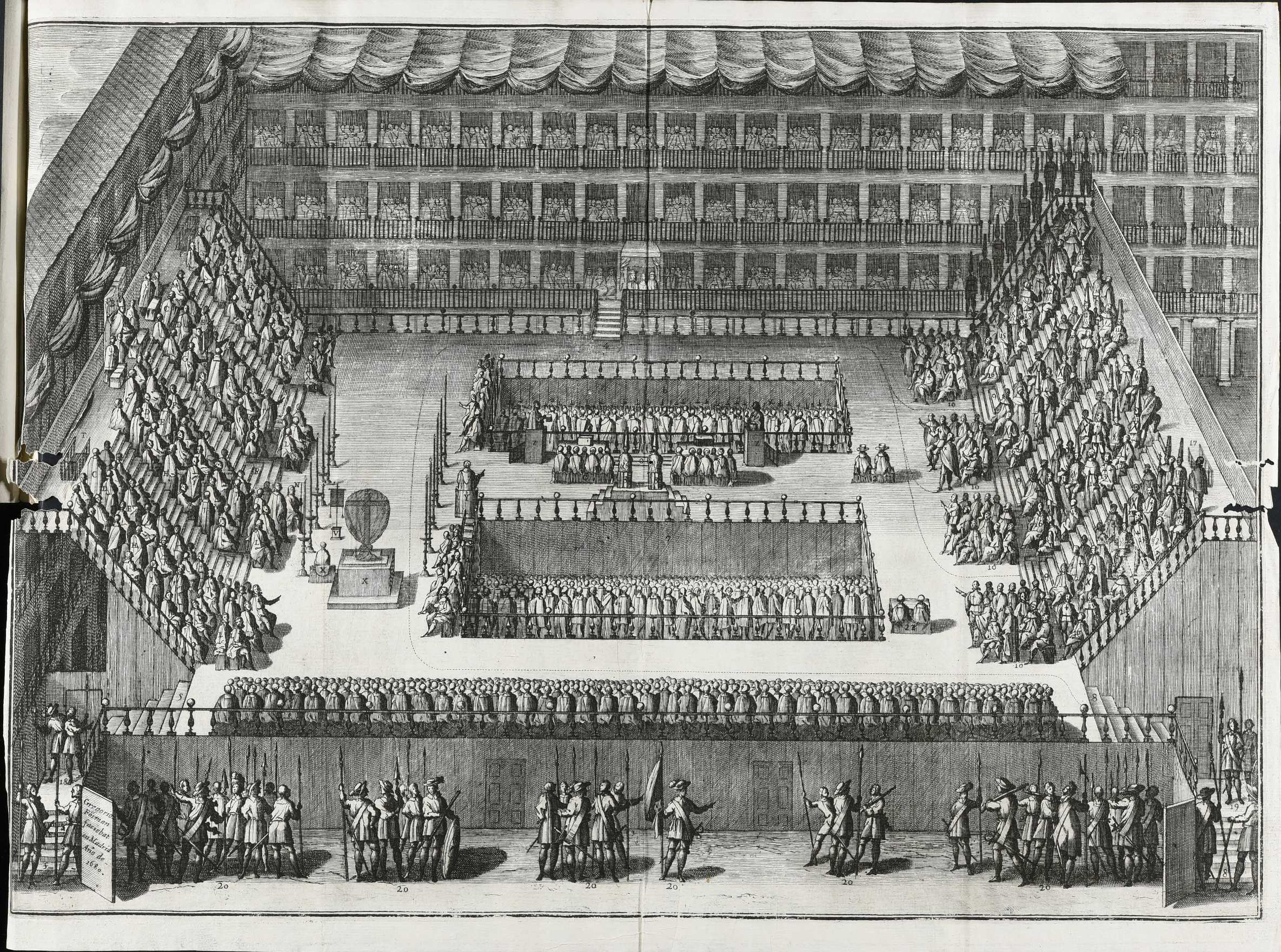
Auto de fe au tribunal de l'inquisition de Madrid, 1680.

Les sentences prononcées sont diverses et se déploient ainsi : absolution, admonestation, pénitence, réconciliation, relaxe, condamnation en effigie, condamnation, ajournement, etc.
La remise en liberté pour ceux qui se sont « réconciliés » par la confession de leurs « crimes » peut être assortie d'une obligation de porter le sambenito pendant plusieurs années ou toute leur vie dans toutes les activités de leur quotidien, sauf au domicile du pénitent.

#### Peines

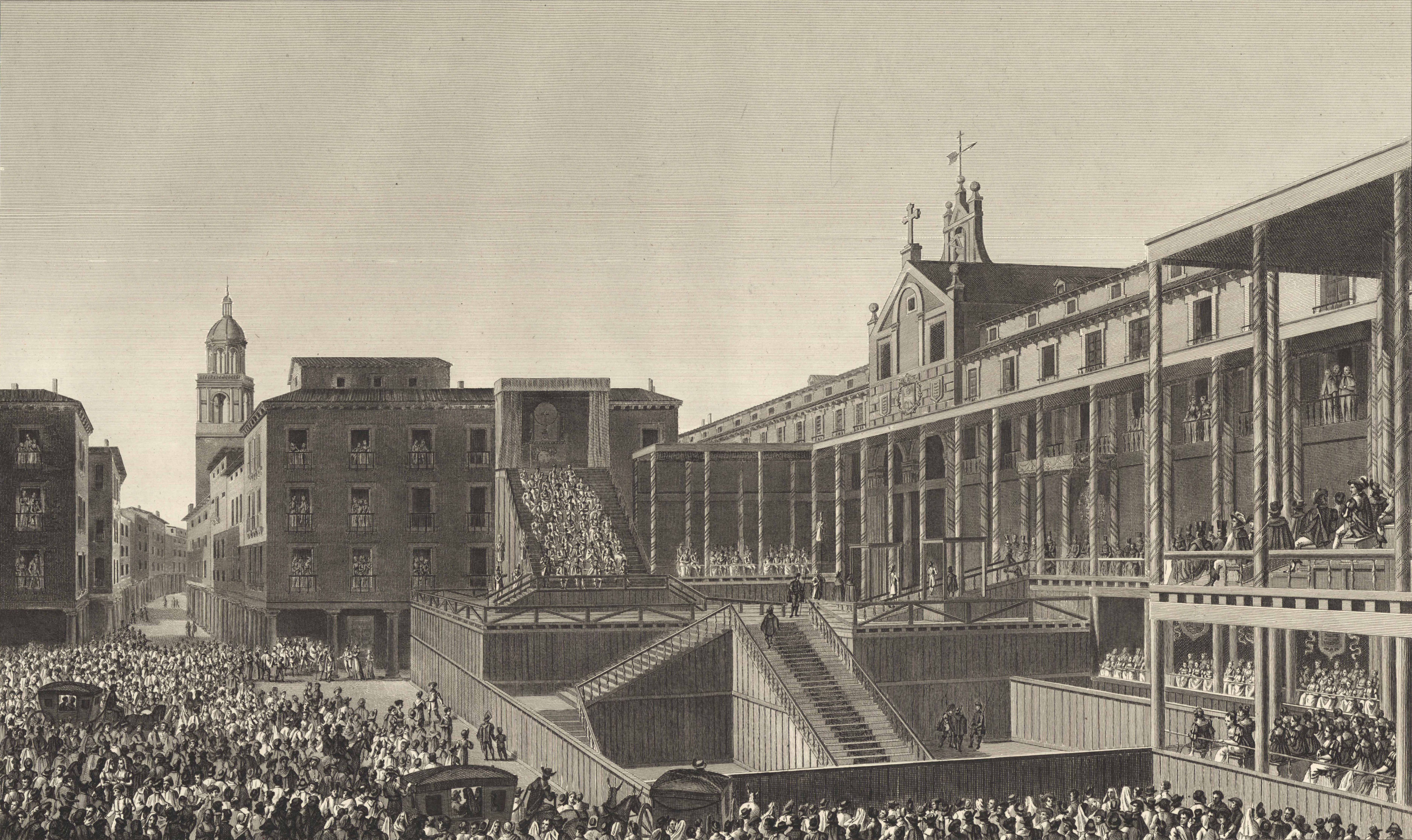
Auto de fe en Valladolid, 1806-1820.

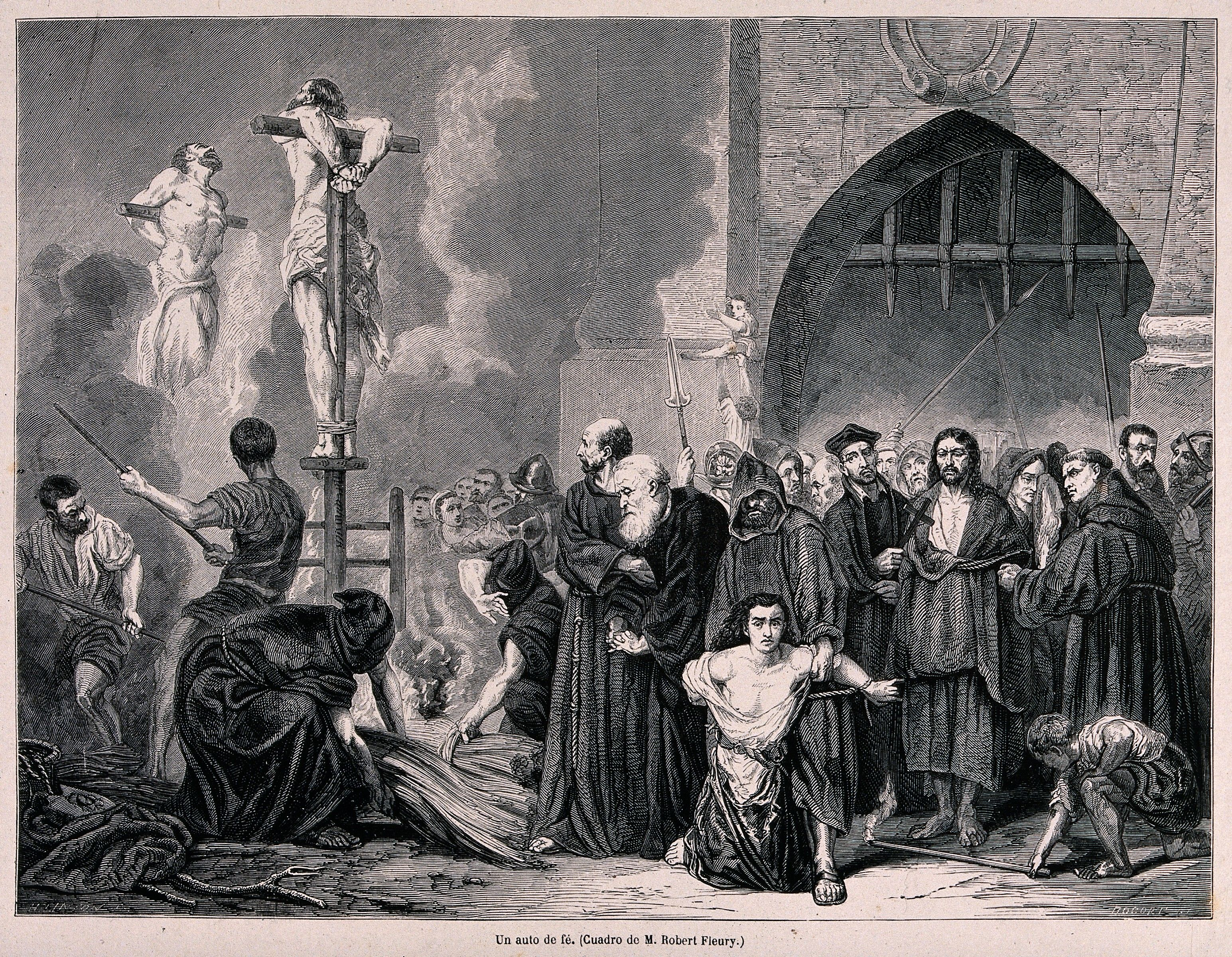
Exécution de juifs dite auto-da-fé sur la place du marché en Espagne.

Les condamnations sont variées et leur sévérité diffère d'un tribunal à l'autre, d'une époque à l'autre :
- le bûcher : se convertir avant de mourir permet d'être étranglé avant d'être livré aux flammes ; les autres condamnés sont brûlés vifs ;
- les galères : d'un an à plusieurs années ;
- la flagellation publique : de quelques coups de fouet à plusieurs centaines[15] ;
- la prison : d'un an à perpétuité ;
- l'exil ;
- les autres peines : réclusion dans un monastère de quelques mois à plusieurs années, jeûnes, obligation d'assister (et quelquefois à financer) à des messes et offices en habit de pénitent (sambenito et coroza), port perpétuel de ce vêtement d'infamie, interdiction d'exercer un ministère religieux, etc.[14].

La peine de mort ne pouvant être appliquée par l'Église, cette dernière livre ses victimes au pouvoir séculier.
L'exécution des peines capitales n'a très généralement pas lieu le jour de l'auto da fé, comme aussi la remise des condamnés aux autorités civiles, contrairement à ce que laissent supposer certaines représentations iconographiques. Il existe toutefois des cas où l'auto da fe durant jusqu'au soir, l'on remette les condamnés à ceux qui allaient les exécuter à minuit.
Que ce soit les condamnés ou les « réconciliés » et relaxés, tous doivent payer des amendes ou voir tout ou partie de leurs biens confisqués par l'Inquisition — ces fortunes alimentant les caisses de l'Inquisition et des couronnes royales, outre la corruption du clergé,.

## Historique

### Espagne wisigothique
Selon la Chronique de Frédégaire, le roi wisigoth Récarède Ier, premier roi catholique d'Espagne (586-601), ordonna, après avoir abjuré l'arianisme et s'être converti au catholicisme (IIIe concile de Tolède de 589), de brûler tous les livres et manuscrits ariens de son royaume ; ils furent regroupés à Tolède (capitale wisigothe) dans une maison qui fut incendiée,.

### Savonarole
Le dominicain Jérôme Savonarole a organisé un autodafé appelé « bûcher des Vanités », le 7 février 1497 à Florence, où les habitants durent apporter bijoux, cosmétiques, miroirs, livres immoraux, robes trop décolletées ou richement décorées, images licencieuses, etc. De nombreuses œuvres d'art produites à Florence au cours de cette décennie, dont notamment une partie de celles de Sandro Botticelli, ont disparu à cette occasion.

### Péninsule ibérique et Inquisition

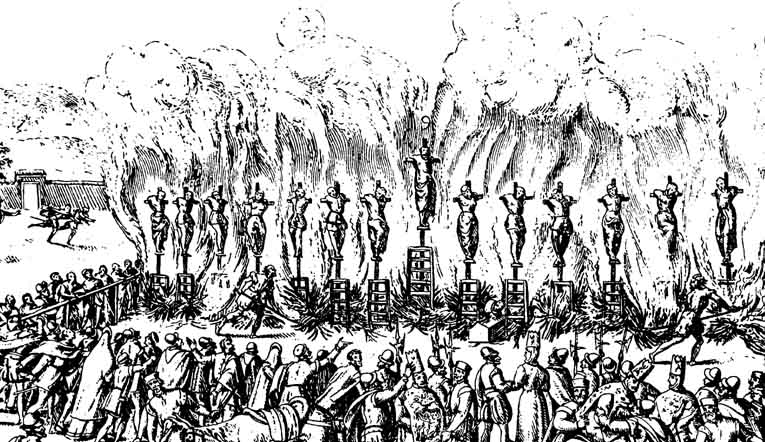
L'Autodafé de protestants du 21 mai 1559 à Valladolid, gravure de Jan Luyken.

#### Fin de la Reconquista
Peu de temps après l'année cruciale et la chute du royaume nasride de Grenade, l'évêque de la nouvelle cité devenue très catholique précipite au feu les livres écrits en arabe[réf. nécessaire].

#### Faux-semblants
L'objet des tribunaux inquisitoriaux était précis : il s'agissait de rechercher les juifs non convertis au catholicisme (et fallacieusement accusés de meurtres ou de profanations) et ceux qui ne s'étaient convertis que sous la contrainte (pour ne pas être forcés à l'exil ou pour sauver leur vie) tout en continuant à adhérer secrètement au judaïsme. Ces derniers étaient appelés péjorativement les « marranes » (porcs).
Les conversions de façade avaient tendance à se répandre, déclenchant l'animosité populaire (troubles de Tolède et Cordoue en 1449, de Ségovie en 1474), mais également les protestations des juifs sincèrement convertis au christianisme, pour qui l'attitude des marranes jetait le discrédit sur l'ensemble des « nouveaux chrétiens ». C'est pour cette raison que l'on trouve à l'époque de nombreux conversos parmi les promoteurs de l'Inquisition, plus virulents encore que les chrétiens d'origine.
Les tribunaux inquisitoriaux instituèrent des sortes de « jurys ». Ces jurys étaient constitués de notables locaux — qui connaissaient donc bien l'accusé —, voire de juristes qui pouvaient poser des questions au suspect, questions à charge ou à décharge. Les faux témoins, s'ils étaient découverts, s'exposaient à de très lourdes sanctions, en principe les mêmes que celles qui auraient été infligées à l'accusé,.

#### Condamnations au bûcher

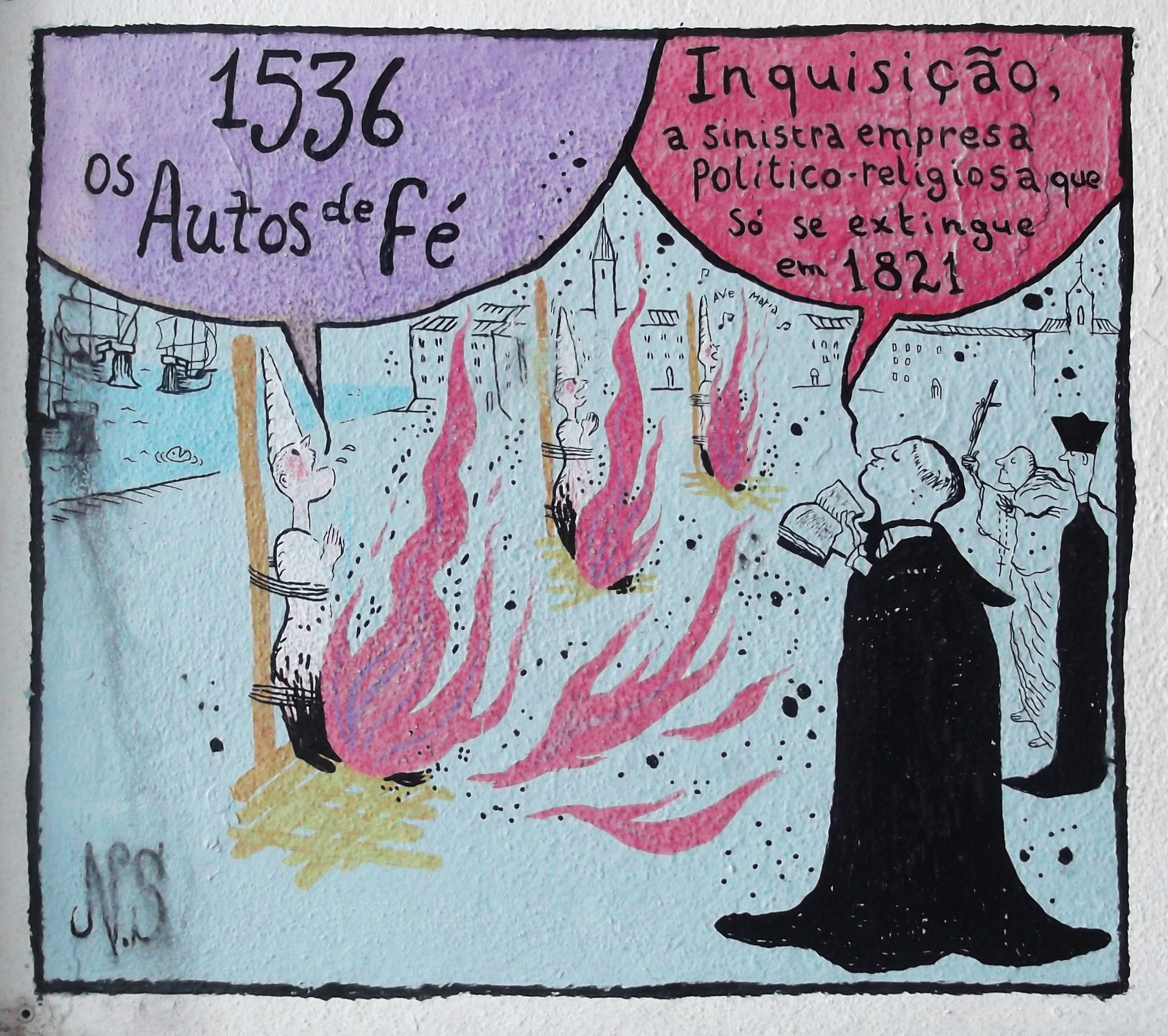
Histoire de Lisbonne par Nuno Saraiva, 2008.

Tout comme les Juifs, de nombreux morisques, musulmans contraints de se convertir au christianisme, ont été condamnés à être brûlés vifs par l'inquisition espagnole de 1502 à 1750. Il leur était reproché de continuer à pratiquer dans le secret les rites de la religion musulmane.
En 1499, l'inquisiteur Diego Rodrigues Lucero connu par la suite pour sa cruauté, condamna à être brûlés vifs 107 juifs conversos, convaincu qu'ils étaient en réalité des marranes, restés fidèles à leur ancienne religion. Ce fut un des plus meurtriers autodafés du pays.

Au Portugal, il n'y eut pas d'autodafé avant 1540 (quatre ans après la création de l'Inquisition portugaise) mais durant les 40 ans qui suivirent, il y en eut environ quarante, avec « seulement » 170 condamnations au bûcher parmi les 2 500 condamnations prononcées. Par la suite (1580), Philippe II d'Espagne envahit le Portugal : le roi garantit aux juifs qu'ils pourraient continuer à pratiquer leur religion. Mais ceux qui se convertissent doivent le faire sincèrement, sous peine de risquer d'encourir les foudres de l'Église. Et de fait, en vingt ans, 3 200 condamnations (dont, ici encore, « seulement » 160 au bûcher) seront prononcées.

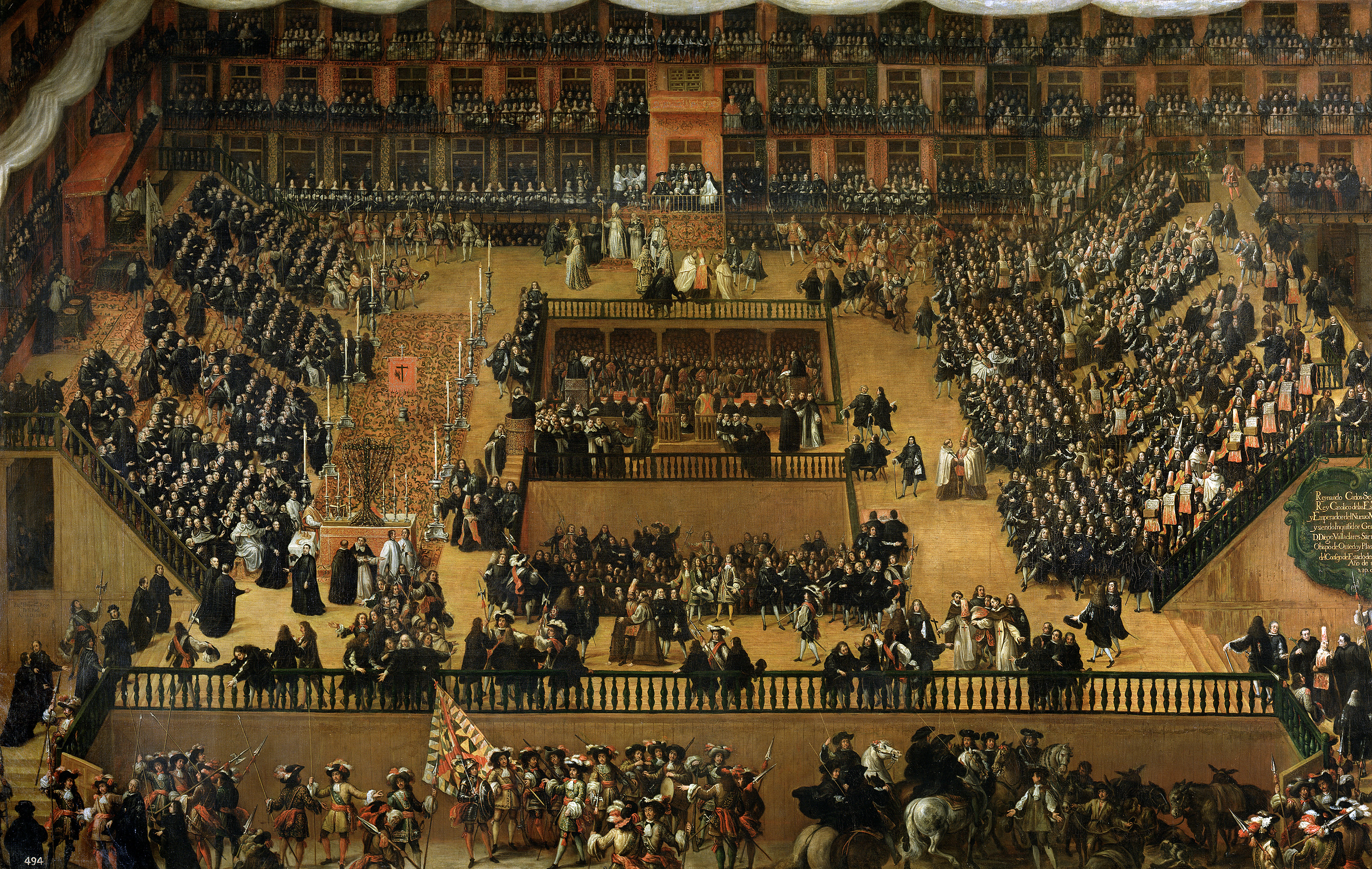
Autodafé sur la Plaza Mayor de Madrid, Francisco Ricci (1683).

Les autodafés continueront dans la péninsule Ibérique pendant toute la Renaissance et jusqu'au XVIIe siècle.
En 1639, au Pérou, le père franciscain Ioseph de Zisneros, qui était à la tête de l’Inquisition, condamna à Lima neuf marchands juifs au bûcher ; le dixième se suicida dans sa cellule et il fut brûlé en effigie. Au préalable, les condamnés avaient été conviés à faire acte de foi (auto da fé), pour mériter leur « rachat » dans l’au-delà. Leurs biens furent comme à l'habitude confisqués afin de renflouer le Trésor,.
L'exécution des accusés ne faisait pas partie de l'auto da fé et avait lieu lors d'une cérémonie ultérieure, normalement à l'extérieur de la ville, où la pompe de la procession principale était absente. Les principaux éléments de la cérémonie de l'auto da fé étaient la procession, la messe, le sermon à la messe et la réconciliation des pécheurs. Il serait faux de supposer, comme il l'est souvent fait, que les exécutions étaient au centre de l'événement, bien que certains auteurs, tels que Voltaire dans son conte philosophique Candide, répandront l'idée contraire.

## Autodafé de livres

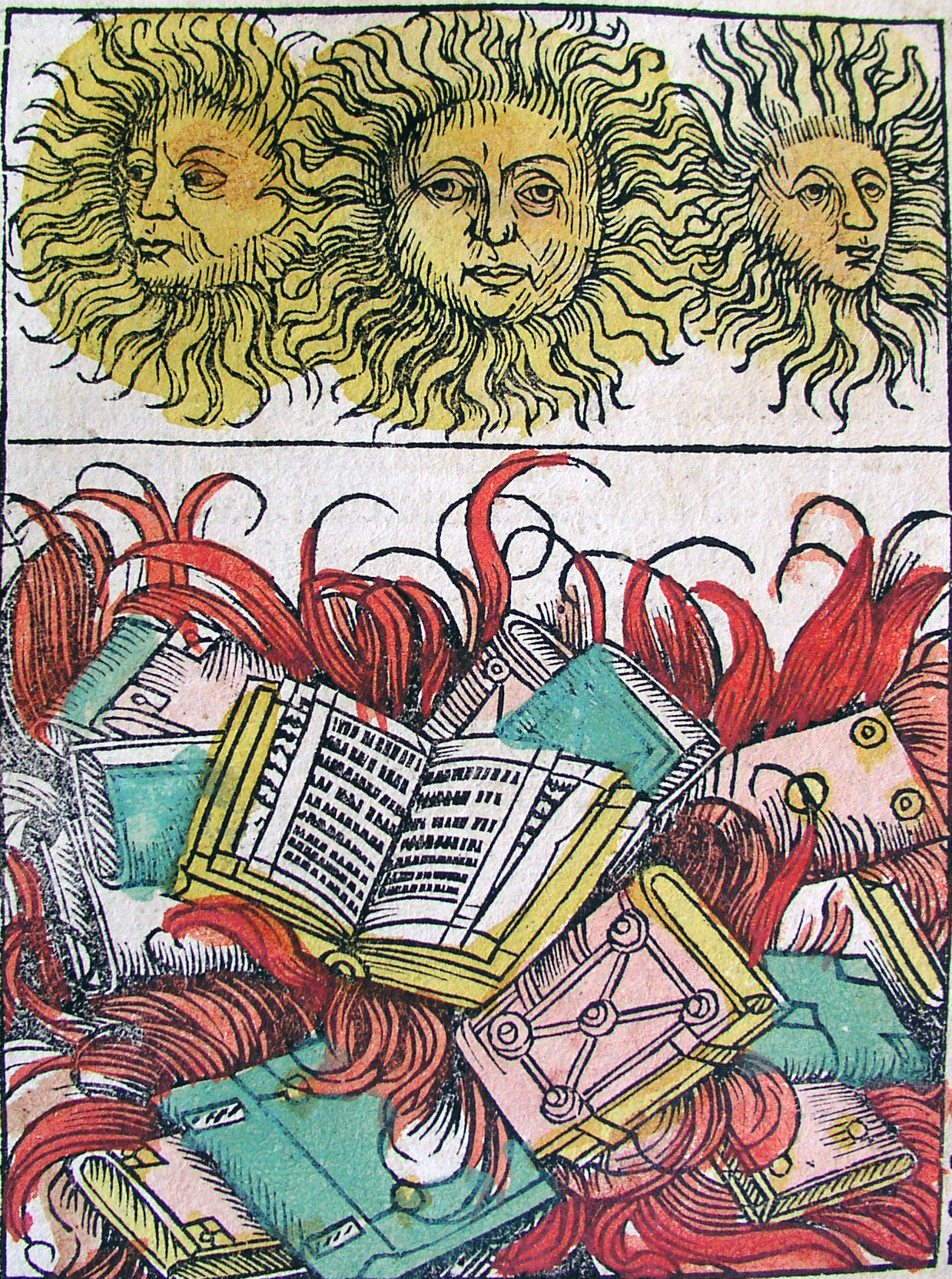
Livres brûlés, Nuremberg chronicles, 1440-1514.

On nomme autodafé la destruction par le feu de livres ou d'autres écrits. Il s'agit d'un rituel qui se déroule habituellement en public, par lequel on témoigne d'une opposition culturelle, religieuse ou politique vis-à-vis des documents que l'on brûle. On considère donc généralement l'autodafé comme une méthode de censure visant à faire taire des voix considérées comme dissidentes ou hérétiques et qui menacent l'ordre établi.
L'autodafé se rattache au phénomène plus général de la destruction de livres ou biblioclasme, que certains auteurs appellent aussi libricide, bibliocauste ou biblioclastie.
En général, ce n'est pas le livre en tant qu'objet matériel qui est visé, mais plutôt le livre comme porteur d'un contenu ou comme symbole d'une culture particulière. Il peut ainsi s’agir d’un acte de mépris envers l’auteur ou le contenu de son œuvre.
La portée de ces destructions est variable. Dans certains cas, les écrits sont irremplaçables et leur destruction constitue une grave perte pour le patrimoine culturel d’une communauté. Dans d’autres cas, des exemplaires des livres détruits sont aujourd'hui accessibles, car des copies ont subsisté à l'attaque. Lorsque la destruction est étendue et systématique, l’autodafé constitue un élément significatif d’un ethnocide ou génocide culturel,.
La volonté d'intimider ou de rallier un plus large public à ses idées peuvent constituer d'autres objectifs de l'autodafé.
Ce phénomène peut se rattacher à l'iconoclasme, c'est-à-dire la destruction des images ou des représentations. En effet, des similitudes existent quant à leur ancrage culturel, religieux ou politique. De plus, à différents moments de l’histoire, comme lors de la Révolution française, la destruction de livres va de pair avec la destruction d’autres symboles culturels.

### Historique
Cette pratique possède une longue histoire qui prend place dans différentes régions du monde et sous différents régimes idéologiques et politiques.

#### Destruction du paganisme dans l'Empire romain
En 391 à Alexandrie, l'évêque Théophile voulut d'abord faire confisquer le temple de Dionysos pour le transformer en église et obtint pour ce projet l'approbation de l'empereur chrétien Théodose Ier, mais les païens de la ville se mobilisèrent et se barricadèrent dans l'enceinte du Serapæum, un bâtiment massif sur un terrain surélevé surnommé « l'Acropole d'Alexandrie ». Le Préfet d'Égypte et le commandant en chef de l'armée provinciale refusèrent d'intervenir sans un ordre exprès de l'empereur, que Théophile sollicita et obtint : un décret impérial approuva la démolition des temples d'Alexandrie.
Alors l'évêque, sans attendre l'intervention des autorités civiles et de l'armée, prit lui-même la tête d'une foule de chrétiens exaltés et se présenta devant le Serapæum où il lut à haute voix le décret de l'empereur devant une foule terrifiée. Ensuite il se précipita dans le temple et donna lui-même le premier coup à la statue du dieu Sérapis ; ses partisans, en état de frénésie, se ruèrent derrière lui et entreprirent de saccager et de démolir complètement le sanctuaire, lequel contenait, selon le témoignage du rhéteur contemporain Aphthonios d'Antioche, une importante bibliothèque où des milliers d'ouvrages furent apparemment détruits,.

#### Conquête arabe en Perse
En 637, le palais de Ctésiphon (le Taq-e Kisra), capitale de l'Empire perse sous les Sassanides est détruit par les Arabes. Selon les historiens, l'autodafé des immenses bibliothèques perses par les troupes musulmanes, contenant tout le savoir de l'empire sassanide dura plus de six semaines, d'un feu continu, nuit et jour.

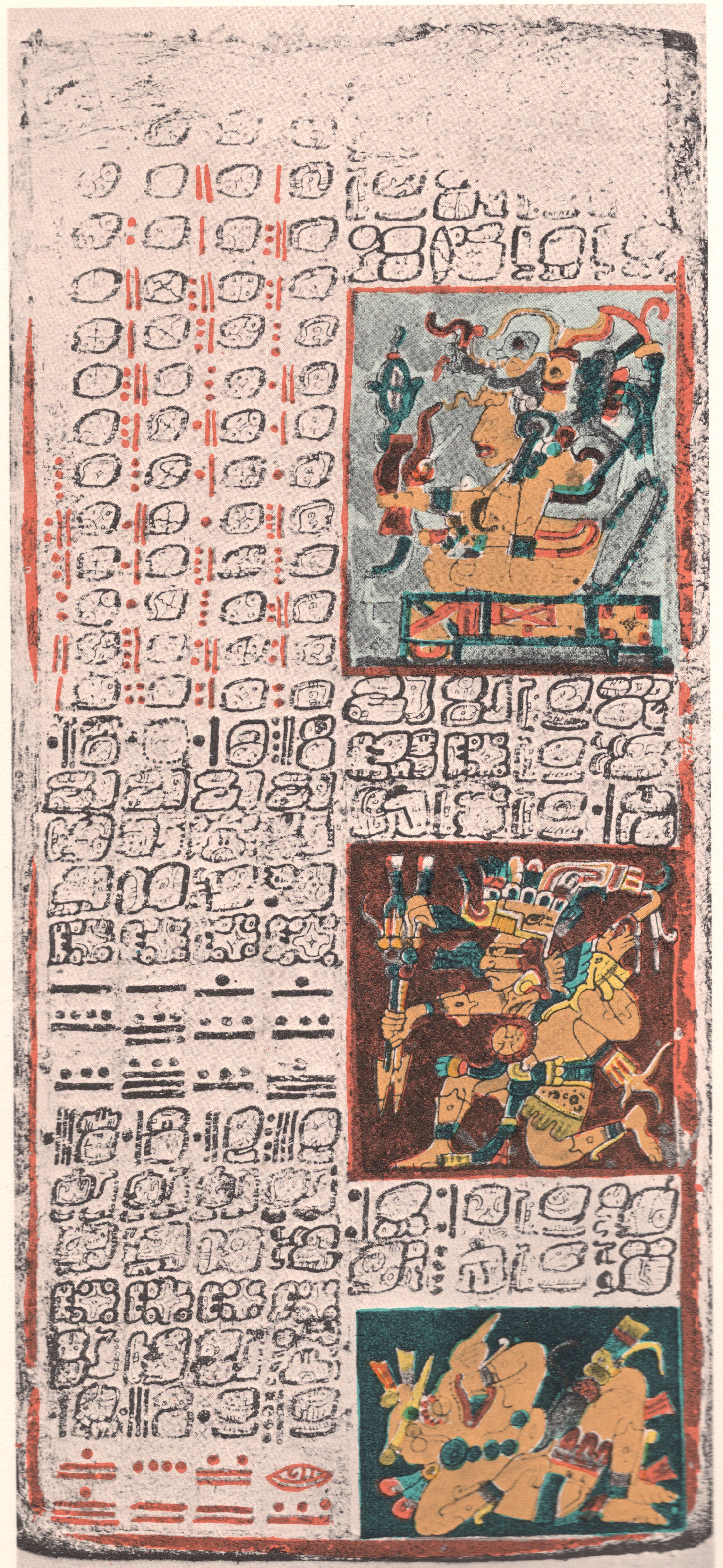
Codex de Dresde (p. 2).

#### Débuts de la colonisation espagnole en Amérique
À la suite de la conquête espagnole du Mexique actuel au XVIe siècle, les écrits des civilisations préhispaniques tels que ceux des Mayas et des Aztèques ont subi plusieurs autodafés de la part des religieux européens, convaincus que les codex étaient associés aux démons et aux superstitions.
L'évêque de Mexico à l'époque, Juan de Zumárraga, a fait brûler en 1530 tous les écrits et les idoles des Aztèques en mettant feu aux maisons royales qui hébergeaient les codex.
En juillet 1562, le franciscain Diego de Landa ordonna un autodafé de l'ensemble des documents afin d'assurer une meilleure évangélisation des populations autochtones. Seuls quatre codex mayas sur les 27 recensés ont été sauvés des flammes.

#### Révolution française
Plusieurs autodafés eurent lieu durant la Révolution française, principalement commis par les révolutionnaires envers les institutions qui représentaient le régime féodal, comme la noblesse et le clergé. La première vague eut lieu durant le mouvement de la Grande Peur, qui vit les paysans entrer dans les châteaux des seigneurs et détruire les registres féodaux, appelés les livres terriers.
Les bibliothèques ont également été ciblées : on estime que 8 000 livres ont été détruits rien qu'à Paris, et que pour l'ensemble du pays, le nombre de livres disparus grimpa à 4 millions. Par exemple, l'abbaye de Saint-Germain-des-Prés fut incendiée en 1794 et tout le contenu de sa bibliothèque — soit 49 387 imprimés et 7 072 manuscrits — a été brûlé.
Les portraits de saints ont aussi été touchés, dans un mouvement de déchristianisation.

#### Nazisme
« Là où on brûle des livres, on finit aussi par brûler des hommes. »

— Heinrich Heine, Almansor

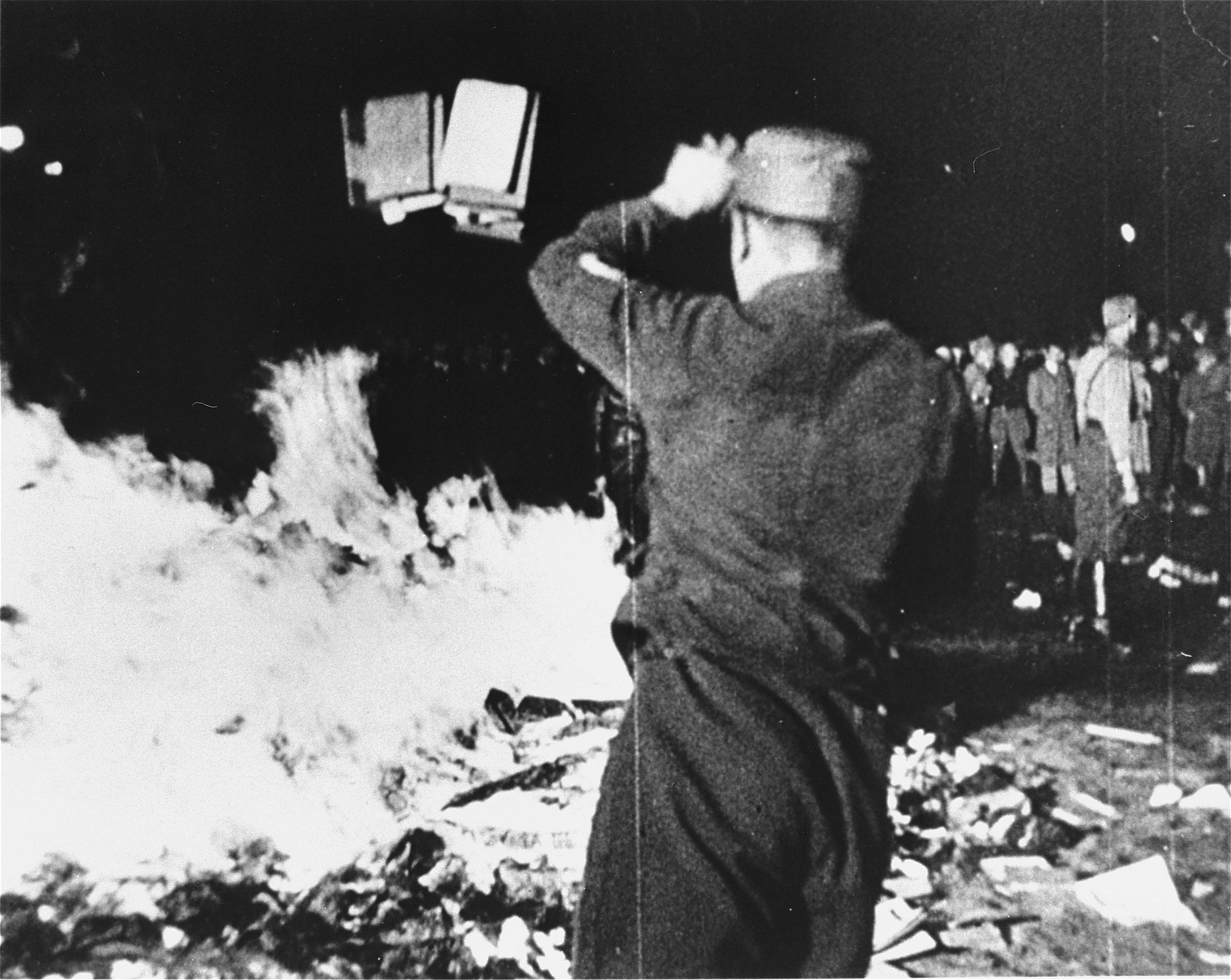
Berlin, 10 mai 1933.

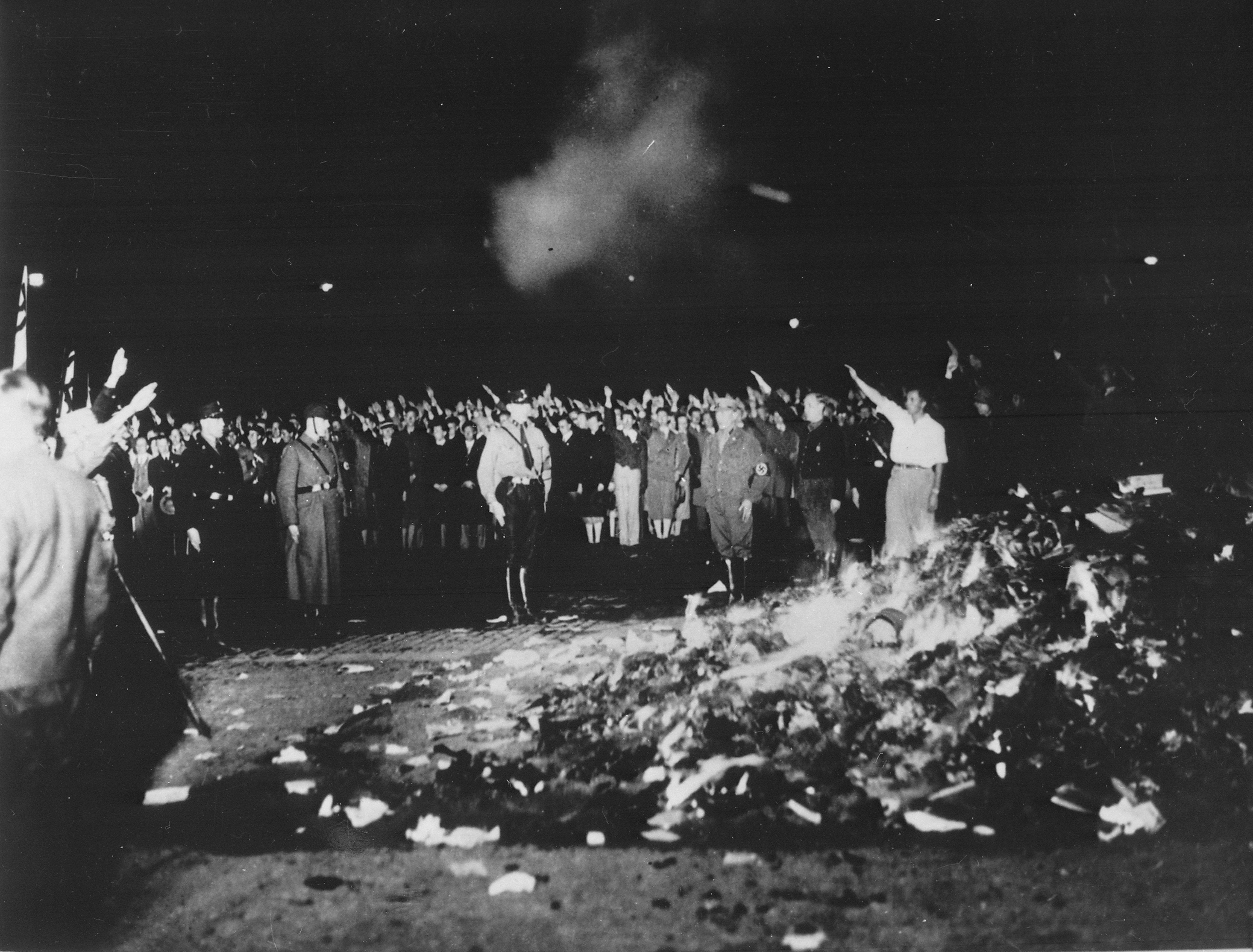
Berlin, 11 mai 1933.

Par analogie des méthodes, le terme auto da fe fut employé pour désigner la destruction par le feu que les nazis appliquèrent aux ouvrages dissidents ou dont les auteurs étaient juifs, communistes, modernes, féministes ou pacifistes.

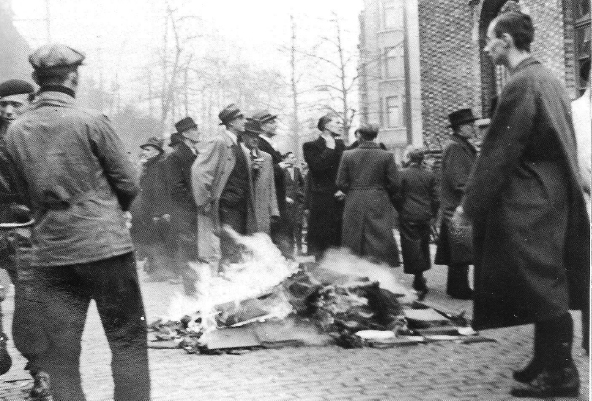
Autodafé lors du pogrom d'Anvers, le 14 avril 1941.

Le premier autodafé nazi eut lieu le 10 mai 1933 à Berlin (Opernplatz), et fut suivi par d'autres à Brême, à Dresde, à Francfort-sur-le-Main, à Hanovre, à Munich et à Nuremberg.
Furent ainsi condamnés au feu les ouvrages, entre autres, de Bertolt Brecht, d'Alfred Döblin, de Lion Feuchtwanger, de Sigmund Freud, d'Erich Kästner, de Heinrich Mann, de Karl Marx, de Friedrich Wilhelm Foerster, de Carl von Ossietzky, d'Erich Maria Remarque, de Kurt Tucholsky, de Franz Werfel, d'Arnold Zweig et de Stefan Zweig, considérés comme « dégénérés ».

#### Franquisme
La phalange franquiste organisa le 30 avril 1939 un autodafé de style nazi à l'université centrale de Madrid où furent notamment brûlés des livres de Maxime Gorki, Sabino Arana, Sigmund Freud, Alphonse de Lamartine, Karl Marx, Jean-Jacques Rousseau et Voltaire.

#### Chine
Le premier empereur de Chine, Qin Shi Huang, brûla les écrits confucéens pour asseoir son pouvoir et l'idéologie du légisme.
Dans la Chine communiste, des corans furent détruits dans de grands autodafés. Des manuscrits bouddhistes et des bibles furent également brûlés.

#### Chili

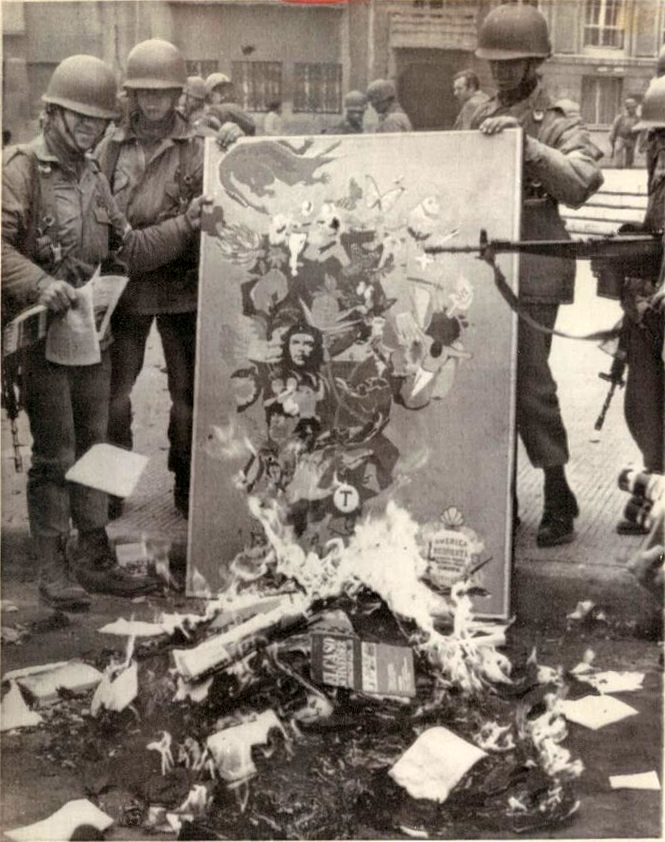
Soldats chiliens procédant à des autodafés en 1973.

Plusieurs autodafés ont été perpétrés lors du régime militaire de Pinochet. Les militaires contrôlaient l'activité éditoriale et plusieurs écrits de tendance socialiste ou contestataire ont été détruits, comme les œuvres de Pablo Neruda et Gabriel García Márquez. Par exemple, les autorités ont brûlé 14 846 exemplaires de L'Aventure de Miguel Littin, clandestin de ce dernier auteur.

#### Histoire récente

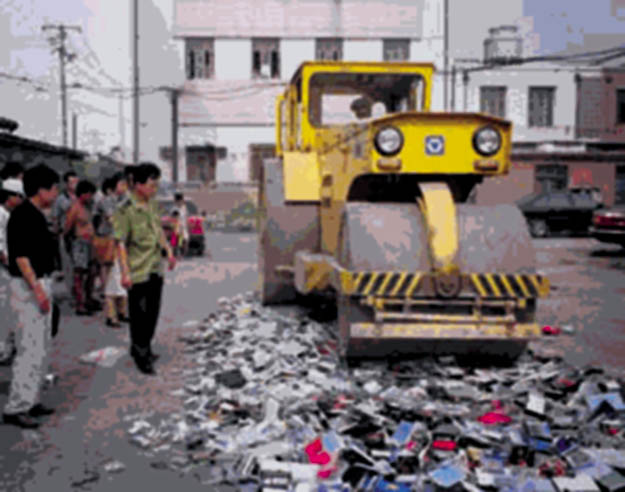
Destruction d'ouvrages du Falun Gong lors de la répression de 1999 en Chine.

- En 1980, des féministes livrent au feu Histoire d'O sur un campus des États-Unis[51].
- Juin 1981, en marge de la guerre civile du Sri Lanka, une foule de citoyens d'ethnie cingalaise brûle la bibliothèque de Jaffna, contenant approximativement 97 000 manuscrits et livres[52].
- On a parlé d'autodafé quand, en août 1995, le cardinal de Nairobi, Maurice Otunga, a brûlé des boîtes de préservatifs en compagnie de l'imam de Jamia (en). Le 31 août 1996, il réitère son geste devant 250 fidèles : aux boîtes de préservatifs viennent se joindre de petits livres sur le sida et les moyens de s'en protéger[53].
- 1989 : L'auteur britannique d'origine indienne Salman Rushdie est la cible d'une fatwa de mort de l'ayatollah Khomeini à la suite de la parution de son livre Les Versets sataniques. Des centaines d'exemplaires de son ouvrage sont brûlés en plein centre de Londres et en Iran, pour protester contre cette parution.
- 1998-2001 : les talibans détruisirent les 55 000 livres rares de la plus vieille fondation afghane, ainsi que celles de plusieurs autres bibliothèques publiques et privées[54].
- 1999 : autodafé des ouvrages du mouvement Falun Gong lors de la répression de ce mouvement par l'État chinois[55].
- 2007 : autodafé de CD, de cassettes et de magnétoscopes à la Mosquée rouge, au Pakistan[56].
- 20 mai 2008 : le quotidien Maariv rapporte avec photos à l’appui, comment l’adjoint au maire de Or Yehuda, une ville israélienne située à 7 km de Tel Aviv, a organisé un autodafé public du Nouveau Testament distribué quelques jours auparavant par un groupe missionnaire évangélique dévolu à la conversion des Juifs, dit Juifs pour Jésus, auprès d'immigrants pauvres d'Éthiopie. Des commentateurs et personnalités officielles en Israël ont été prompts à condamner cet acte, et le maire a ensuite dû présenter des excuses[57].
- Le 11 septembre 2010 : Terry Jones, pasteur évangéliste du Dove World Outreach Center (en), une petite église fondamentaliste de Floride, appelle à l'autodafé du Coran. Finalement, devant la réprobation publique, il y renonce en déclarant le 11 septembre 2010 : « je ne brûlerai pas le Coran, ni aujourd'hui ni jamais. » Cependant, il passe à l'acte en détruisant un exemplaire le 20 mars 2011[58].
- En janvier 2013, des manuscrits de l'Institut Ahmed-Baba de Tombouctou (Mali), sont détruits par des milices islamistes[59]. Cependant, une bonne partie des manuscrits précieux ont été mis à l'abri avant l'entrée des milices dans la ville[60].
- En janvier 2015, l'organisation djihadiste État islamique brûle 2 000 livres à Mossoul, en Irak[61].
- En 2019, une commission scolaire francophone de l'Ontario, au Canada, brûle 5 000 livres pour la jeunesse dont les propos sont jugés racistes à l'égard des populations autochtones du pays. La démarche, qui impliquait notamment une cérémonie de « purification par la flamme », se voulait à visée « éducative »[62].
- Le 31 mars 2019, des prêtres catholiques de la ville de Koszalin, en Pologne, brûlent en public des livres des célèbres sagas Harry Potter et Fascination (Twilight) qu'ils jugent sacrilèges [63]. D'autres objets sont également brûlés, notamment un masque de style africain, un parapluie Hello Kitty et une figurine hindoue[64]. Ils justifient l'acte par la nécessité «d’obéir à la parole divine»[65]. Le prêtre polonais responsable de l'autodafé présente ses excuses pour cet « acte malheureux » qui a provoqué une vague de critiques dans son pays[66].

### Autodafé des livres par leurs auteurs
En 1588, le cardinal britannique William Allen écrit pendant son exil « An Admonition to the Nobility and People of England (en) », un ouvrage critiquant la reine Élisabeth Ire. Il a l’intention de le publier en Angleterre pendant l’occupation des Espagnols, escomptant une invasion victorieuse du pays par l’Invincible Armada. À la suite de la défaite de l’Armada, Allen prend le soin de passer sa publication au feu. Elle n’est désormais connue que par l’un des espions d’Élisabeth qui en a volé une copie.
Le rabbin hassidique Nahman de Bratslav aurait écrit un livre qu’il aurait lui-même brûlé en 1808. Aujourd’hui, ses adeptes pleurent « Le livre brûlé » et cherchent dans les écrits du rabbin des indices sur ce que contenait le volume perdu et pourquoi il a été détruit.
En juin 1829, Nicolas Gogol fait imprimer à compte d’auteur son poème Hans Küchelgarten. Le livre est si mal reçu par la critique que Gogol rachète lui-même les exemplaires des librairies pour les passer au feu. La nuit du 23 au 24 février 1852, soit une semaine avant sa mort, après une longue prière, Gogol jette au feu la très attendue deuxième partie de son magnum opus, Les Âmes mortes. Il s’y prend à deux fois pour enflammer le manuscrit. Ensuite, il se signe et se couche en sanglotant. Il dira plus tard au comte Alexandre Tolstoï que c’est le Malin qui l’a poussé à l’acte. Ce geste a grandement influencé Mikhaïl Boulgakov, qui le met en scène dans son roman Le Maître et Marguerite. Le personnage principal, le Maître, brûle son propre manuscrit, mais à l’inverse du récit de Gogol, c’est le Diable qui lui permet de le retrouver lui disant que les manuscrits ne brûlent pas. Dans un élan dramatique, Boulgakov déchire et jette les deux premières versions de Le Maître et Marguerite au printemps 1930. Dans une lettre écrite au gouvernement de l'URSS, il dit avoir brûlé son roman sur le diable. Il va ensuite réécrire le roman au complet.
Avant sa mort en 1924, Franz Kafka écrit à son ami Max Brod : « Mon très cher Max, ma dernière requête : tout ce que je laisse derrière moi… qu’il s’agisse de journaux, manuscrits, lettres (les miennes et celles des autres), des croquis, etc. [doit] être brûlé sans avoir été lu. ». Brod ne suit pas les souhaits de Kafka, croyant que l'auteur lui a donné ses directives en sachant qu'elles ne seraient pas honorées. Si Brod avait suivi les indications de Kafka, la plus grande partie des œuvres de Kafka — à l’exception de quelques courts récits publiés de son vivant — aurait été perdue pour toujours.

## Autodafés dans la fiction

### Livres
Dans le roman Fahrenheit 451 de Ray Bradbury, le thème principal est la destructions de livres par le feu, effectué par le protagoniste.

### Films
Mise en scène des autodafés nazis dans le film d'aventures Indiana Jones et la Dernière Croisade (1989) de Steven Spielberg.